# Trigonistis camptoloma
Trigonistis camptoloma là một loài bướm đêm trong họ Erebidae.